# Nationalpark Cinque Terre
Der Nationalpark Cinque Terre (italienisch Parco nazionale delle Cinque Terre) ist einer der 24 Nationalparks in Italien. Er wurde 1999 gegründet und zieht sich nördlich von La Spezia an der Küste Liguriens entlang. Er umfasst ein Gebiet von 3860 Hektar, welches die Gemeinden La Spezia, Levanto, Monterosso al Mare, Riomaggiore und Vernazza mit einschließt. Der Park liegt in der Kulturlandschaft der Cinque Terre, die 1997 von der UNESCO in die Liste des Weltnatur- und -kulturerbes aufgenommen wurde. Der Auftrag, das geschichtliche, kulturelle und natürliche Erbe des Parks im Landesinneren und an der Küste zu bewahren, wurde einer Parkverwaltung übertragen.
Der Park grenzt an das ebenfalls 1999 eingerichtete Walschutzgebiet im Mittelmeer zwischen Ligurien, Südfrankreich und Sardinien, das eine hohe Artenvielfalt aufweist und auch Lebensraum vieler Meeressäuger ist: Hier leben viele Streifendelfine und Finnwale, aber auch zahlreiche weitere, seltenere Wal- und Delfinarten.
Seit den 1950er Jahren, als im Gebiet noch über 8000 Menschen lebten, ging die Bevölkerungszahl bis Anfang der 1990er Jahre auf unter 5000 zurück. Terrassierungen, die vor der Gründung des Parks teilweise verfielen, tragen zunehmend wieder Olivenbäume und Weinberge. Die Parkleitung fördert mit Pilotprojekten Versuche, zwischen den Interessen von Landschaftsschutz, Landwirtschaft und Tourismus zu vermitteln. Da Bioprodukte höhere Preise erzielen, erreichen solche Projekte auch Gegenden, die einer Rückkehr zu traditionellen Agrarmethoden bisher distanziert gegenüberstanden – etwa, weil die Jagd zu ihrer Lebensweise dazugehörte. Darüber hinaus lassen sich für die traditionelle Wohn- und Bewirtschaftungsform beinahe verlorene Gebiete wieder zurückgewinnen. Dabei sind vor allem die Lesesteinmauern von größter Bedeutung, deren Gesamtlänge auf 6729 km berechnet wurde.
Der Park verfügt über sieben Besucherzentren in Corniglia, La Spezia, Lavaccio, Manarola, Monterosso al Mare, Riomaggiore und Vernazza.